# 溺れ谷 (松本清張)
『溺れ谷』（おぼれだに）は、松本清張の長編小説。『小説新潮』に連載され（1964年1月号 - 1965年2月号）、1966年5月に新潮社から単行本が刊行された。
1983年にテレビドラマ化されている。

## あらすじ
三流経済雑誌記者の大屋圭造は、忘れられつつある往年の名女優・竜田香具子に、新興企業である亜細亜製糖の社長・古川恭太との誌上対談を持ち掛ける。首尾よく成功すると、大屋は精糖業界の動向を探るためのパイプを作る意図で、両者に再会を提案する。ビューティーサロンの開業を夢見る香具子は古川からの資金援助を期待し提案に乗り、有馬温泉に向かうが、香具子を見送った後で、同業の藤岡真佐子に見付けられた大屋は、砂糖業界に通じた鶴田甚三郎という男を京都で紹介される。
古川が同日に農林大臣の是枝平之輔と秘密裡に遇っていることを察知し、その行動に探りを入れる大屋は、古川が鶴田とも繋がりを持っていることを知る。他方、古川は是枝に香具子を斡旋していたことがわかり、大屋の目論見は外れる。続いて大屋は、香具子との関係を仄めかすことで是枝との接触を図るが、逆に脅しをかけられてこれも失敗に終わる。しかし探索を続けるうちに、是枝の汚職事実および鶴田の正体を探り当てた大屋は、精糖業界の汚職の摘発に協力しようと考え、真佐子と再会、やがて大屋は真佐子の真意を知ることになる。

## 主な登場人物
- 原作における設定を記述。

大屋圭造
経済雑誌「政経路線」編集部次長。会社や経営者の提灯記事を書く泡沫的な生活を送る。
藤岡真佐子
以前大屋と同じ雑誌社に居たことのある、腕利きの同業者。
古川恭太
精糖業界の新興勢力である亜細亜製糖の社長。
竜田香具子
世田谷区に住む往年のスター女優。
鶴田甚三郎
京都で真佐子が大屋に紹介したアルコール中毒の男。
是枝平之輔
農林大臣。与党実力者の前農林相・山名市郎の子飼い。
矢口
東京地検特捜部の検事。

## エピソード
- 著者は本作の刊行の半年後、「いま問題になっている共和製糖グループなるものは、周知のようにブドウ糖の業者なのに、精糖工場をつくり、業界不況の際にひとりぐんぐん伸びてきた。何かありそうだと気づかなければならないのに今までは表ざたにならなかった。わたしは二年前にこの現象をモチーフに小説を書いたことがあるが、その奇跡の秘密が、某高官方面の指示による農林中央金庫の過剰融資とは知らなかった」と記している[1]。
- 推理小説研究家の山前譲は、本作から約1年遅れて発表された『中央流沙』が、本作と表裏一体をなす作品と指摘している[2]。

## テレビドラマ
「松本清張の溺れ谷」のタイトル（サブタイトル「蜂は一度刺して死ぬ！」）で、1983年4月9日（21:02-23:51）に、「土曜ワイド劇場」枠の3時間スペシャルとして放映。1部「贈られた女優」2部「心中した女記者」の2部構成となっている。

### キャスト
- 大屋圭造 - 近藤正臣
- 竜田香屋子 - 浅茅陽子
- 是枝平之輔 - 神山繁
- 古川恭太 - 内田朝雄
- 矢口健蔵 - 鈴木瑞穂
- 藤岡真佐子 - 梶芽衣子
- 鶴田甚三郎 - 佐藤慶
- 永井智雄、仲谷昇、久米明、丸山秀美、勝部演之、藤岡重慶、嵯峨善兵、三好美智子、有川博、池田鴻、草薙幸二郎、田畑猛、高峰圭二、西本裕行、星野晶子、有馬昌彦、佐古雅誉、入江正夫、野村昇史、喜田晋平、平野稔、吉田良全、榊原久美子、池田道枝、光映子、宮沢芳春、伊藤昌一、青山伊津美、草野裕、沖秀一、城戸卓、幸福稔、太田豪人、石原昭宏、竹本純平、中平良夫、木村富穂、関保之、岡崎佳代、川崎雅博

### スタッフ
- 企画 - 野村芳太郎
- 脚本 - 吉田剛
- 監督 - 池広一夫
- 撮影 - 加藤正幸
- プロデューサー - 落合謙武（テレビ朝日）、佐々木孟（松竹）
- 音楽 - 鏑木創
- 美術 - 森田郷平
- 制作 - テレビ朝日、松竹、霧プロダクション

| テレビ朝日系列 土曜ワイド劇場                       | テレビ朝日系列 土曜ワイド劇場     | テレビ朝日系列 土曜ワイド劇場                     |
| 前番組                                              | 番組名                            | 次番組                                            |
| --------------------------------------------------- | --------------------------------- | ------------------------------------------------- |
| 横溝正史の鬼火 仮面の男と湖底の女 （1983年3月26日） | 松本清張の溺れ谷 （1983年4月9日） | 白い素肌の美女 江戸川乱歩の盲獣 （1983年4月16日） |